# 里奧蘭喬 (新墨西哥州)
里奧蘭喬（英語：Rio Rancho）是一個位於美國新墨西哥州伯納利歐縣及桑多瓦爾縣的城市。

## 人口
根據2020年美國人口普查的數據，里奧蘭喬的面積為268.38平方千米，當中陸地面積為267.70平方千米，而水域面積為0.67平方千米。當地共有人口104046人，而人口密度為每平方千米388人。